# Sommareksem

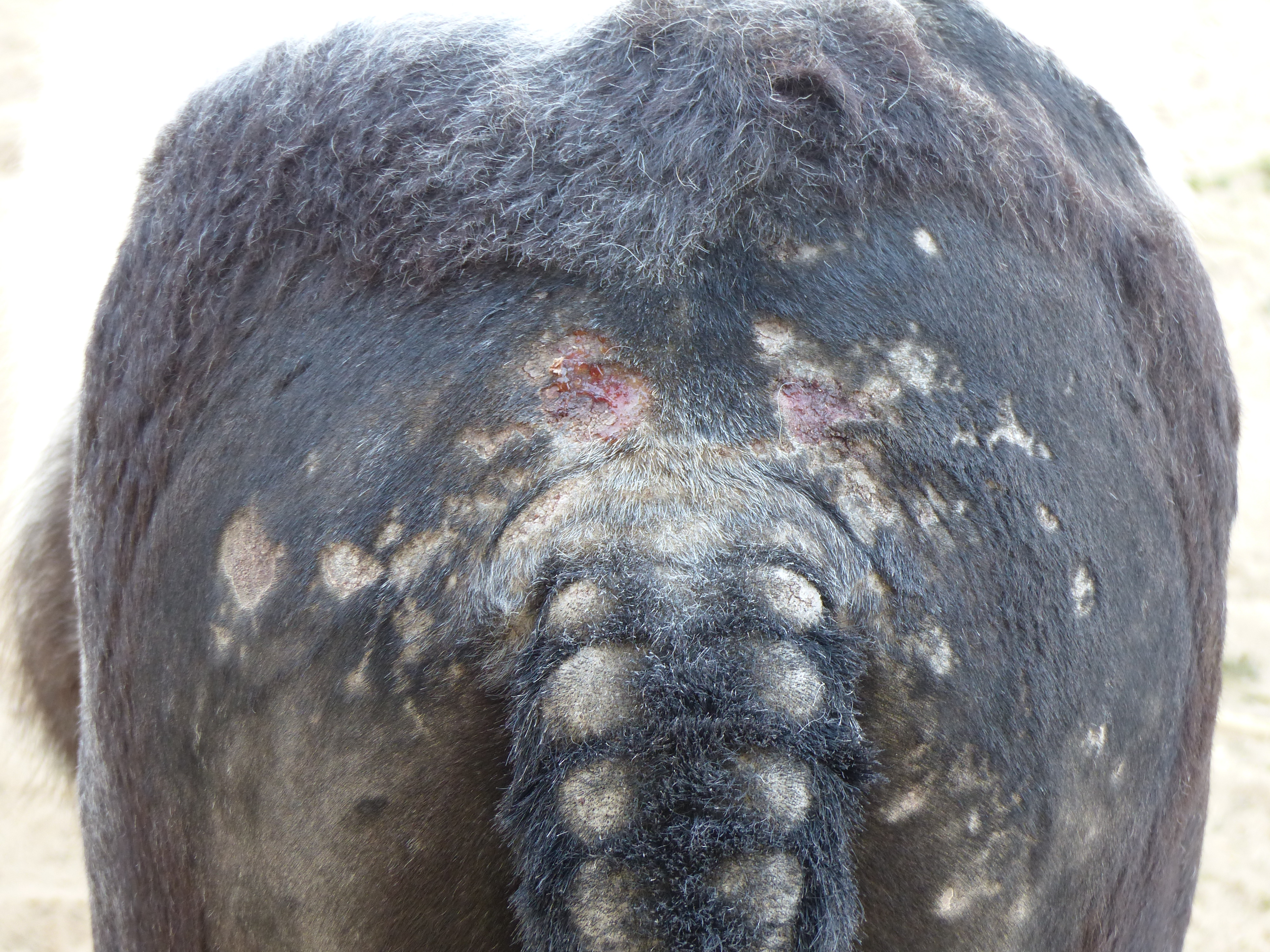
En ponny drabbad av sommareksem

Sommareksem, eller man- och svansskorv, är en form av överkänslighet mot insektsbett hos hästar. Sjukdomen förknippas starkt med angrepp av svidknottet (Culicoides). Sommareksem visar sig i milda fall som en förtjockning av och klåda i mankam och svansrot. I svåra fall bildas ett vätskande eksem över en stor del av hästens kropp.
Överkänsligheten är huvudsakligen av Typ 1, det vill säga en atopisk reaktion. Den svåra klåda och det obehag den orsakar påverkar hästens välbefinnande och även det kommersiella värdet av hästen. 
Det är en multifaktoriell sjukdom som påverkas av både genetiska och miljömässiga faktorer. Ärftligheten varierar från 0,16 till 0,27 i olika hästraser.